# Zemský okres Jablonec nad Nisou

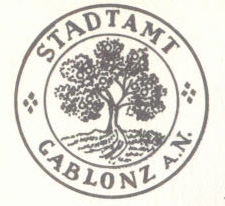
Pečeť městského úřadu v Jablonci nad Nisou z roku 1906

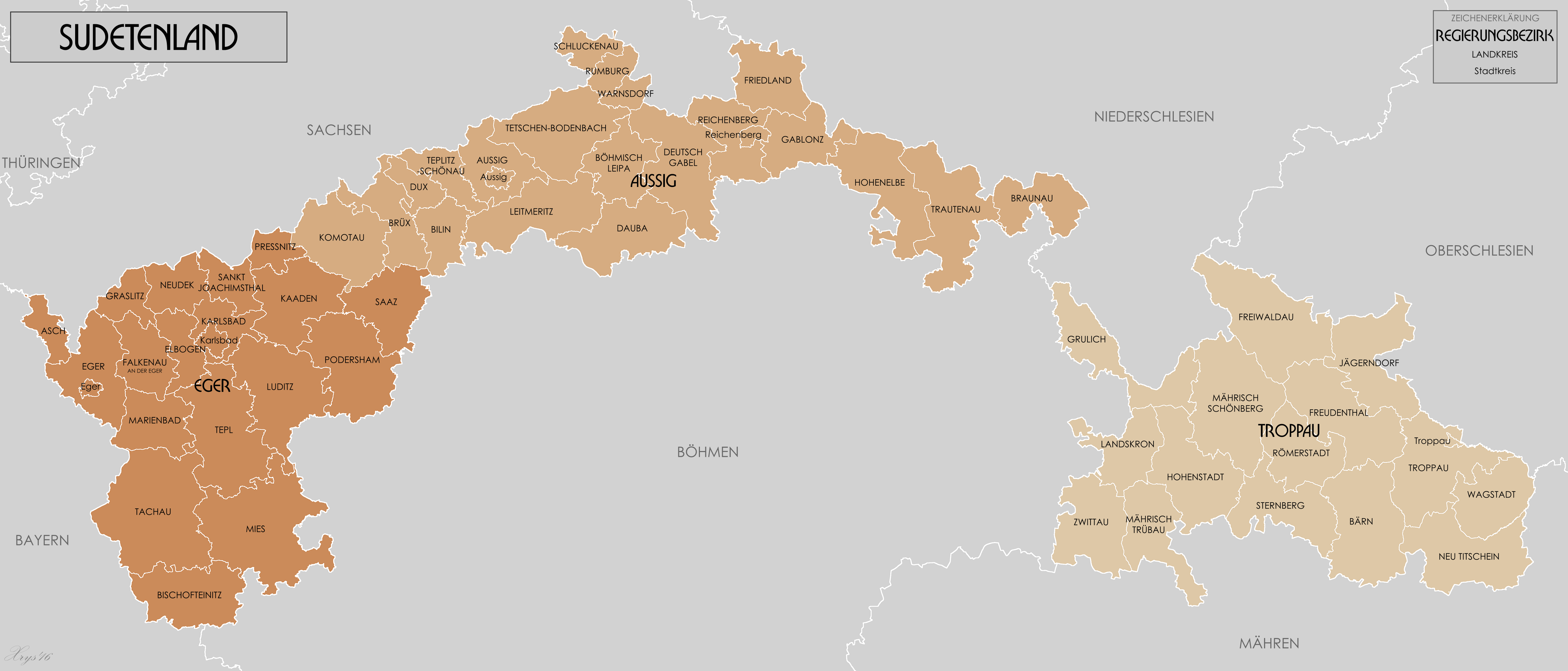
Administrativní mapa Říšské župy Sudety

Německý zemský okres Jablonec nad Nisou (německy Landkreis Gablonz an der Neiße) existoval v letech 1938 až 1945. 
K 1. lednu 1945 zahrnoval šest měst:
- Jablonec nad Nisou / Gablonz an der Neiße
- Janov nad Nisou / Johannesberg
- Smržovka / Morchenstern
- Rychnov / Reichenau
- Tanvald / Tannwald
- Lučany nad Nisou / Wiesenthal an der Neiße

a dalších 29 obcí. K 1. prosinci 1930 měl jablonecký okres 113 464 obyvatel, dne 17. května 1939 jich bylo 98 006 a dne 22. května 1947 byl počet osob 67 373.

## Historie správy okresu

### Československo a německá okupace
Před Mnichovskou dohodou z 29. září 1938 patřily okresy Jablonec nad Nisou a Semily k Československu.
Když ve dnech 1. - 10. října 1938 německá vojska obsadila Sudety, okresy Jablonec nad Nisou a část okresu Semily poté nadále nesly dřívější německá (rakouská) označení Gablonz an der Neisse a Semil. Politický okres Jablonec nad Nisou zahrnoval soudní okresy Jablonec nad Nisou a Tanvald. Ta část okresu Semily, která byla poněmčena – bez okresního města – zahrnovala obce a části obcí soudních okresů Železný Brod (Eisenbrod) a Vysoké nad Jizerou (Hochstadt), které byly začleněny do Německé říše. Od 20. listopadu 1938 se politické okresy Jablonec nad Nisou a Semily nesly ozančení „Landkreis“ a byly podřízeny náčelníkovi vojenské správy, generálplukovníkovi Waltheru von Brauchitsch.

### Německá říše
Dne 21. listopadu bylo území okresu Jablonec nad Nisou a části okresu Semily formálně začleněno do Německé říše a spadalo pod správní obvod Sudetoněmeckých území pod řížením komisaře Konrada Henleina.
Správním sídlem bylo město Jablonec nad Nisou.
Od 15. dubna 1939 vstoupil v platnost zákon o struktuře správy v Říšské župě Sudety (něm. Reichsgau Sudetenland), zvaný též "Sudetský zákon" (něm. Sudetengaugesetz). Poté se okresy Jablonec nad Nisou a Semily (část) staly součástí Říšské župy Sudety a byly přiděleny novému vládnímu obvodu Ústí nad Labem/Aussig. 
V letech 1939-1945 byl radním pro Jablonecký okres Rudolf Kriele (1900-1973)
K 1. květnu 1939 v Sudetech proběhla reorganizace částečně rozdělených okresů, po níž Okres Jablonec nad Nisou zůstal ve svých předchozích hranicích, přibyla však k němu zbývající část semilského okresu. Kromě toho byly do jabloneckého okresu začleněny některé další obce nebo části obcí:
- části obce Frýdštejn (Friedstein - část) z okresu Turnov, součásti Německé říše,
- obce Harrachov (Harrachsdorf), Paseky (Pasek) a Olešnice (Woleschnik) z okresu Jilemnice (Starkenbach),
- obec Milíře (Kohlstadt) v obci Jeřmanice (Hermannsthal) v okrese Liberec/Reichenberg,
- obec Malá Jizera (Klein Iser) v obci Bílý Potok (Weißbach) v okrese Frýdlant/Friedland.

Tento stav zůstal až do konce druhé světové války. Po roce 1945 bylo území včleněno opět do Československa a od roku 1993 do samostatného Česka.

## Místní názvy
Nadále platila předchozí místní jména, a to v německo-rakouské verzi z roku 1918.
V roce 1942 došlo k těmto územním změnám:
- Sloučení obcí Antoniwald, Josephsthal, Markt a Unter Maxdorf za vzniku nové obce Iserwald,
- Sloučení města Schumburg an der Desse (okres Swarow) a obcí Groß Hammer, Markt, Haratitz, Markt a Plaw za vzniku nové obce Großhammer (Jizerské hory),
- Sloučení měst Schumburg an der Desse ( bez okresu Swarow) a Tanvald za vzniku nového města Tanvald (Jizerské hory).